# Illa Thule
|  | Per a altres significats, vegeu «Tule)». |

L'illa Thule, també anomenada Illa Morrell, és una de les illes que es troba més al sud de les illes Sandwich del Sud, formant part del grup Thule del Sud. Rep el nom de la mítica terra de Tule. El nom alternatiu prové de l'explorador i capità balener dels Estats Units Benjamin Morrell. Està deshabitada i sota l'administració del Regne Unit.

## Geografia
Les seves coordenades geogràfiques són: 59° 27′ S, 27° 18′ O / 59.450°S,27.300°O
L'illa Thule té una forma aproximadament triangular i té una superfície d’uns 14 km². Hi ha un volcà anomenat Mont Larsen que fa 710 m d’alt, rep el nom de l'explorador i balener Carl Anton Larsen. A la punta sud-est hi ha l’illot Roca Twitcher, que és el terreny més al sud de la Terra (exceptuant el continent Antàrtic)..
L'illa Thule es troba a prop de l’illa Cook i l'illa Bellingshausen. Es creu que les tres formaven una sola illa en temps passats i hi ha proves d’un cràter submergit entre les dues últimes. La calor volcànica manté el cràter de l’illa Thule lliure de gel.

## Ocupació argentina

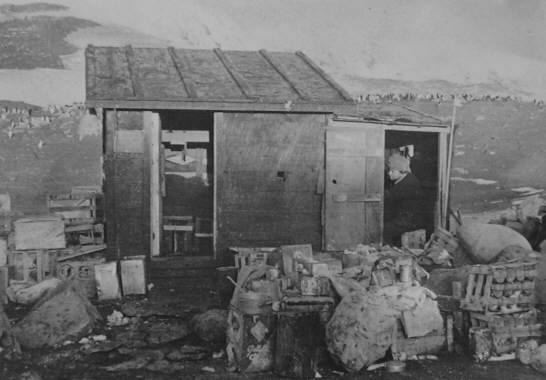
Base d'estiu Teniente Esquivel

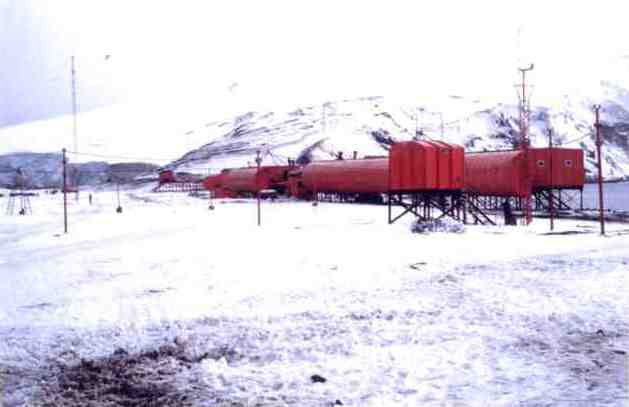
Base Corbeta Uruguay

L'Argentina, per tal de refermar la seva reclamació sobre les illes Sandwich del Sud, hi establí una base d'estiu anomenada Teniente Esquivel a la 
badia Ferguson al sud-est el 25 de gener de 1955. Aquesta base va ser evacuada l’any 1956 per una erupció volcànica. El 1976 hi establí una base militar anomenada Corbeta Uruguay (Port Faraday) al sud-est de l’illa. El Regne Unit va seguir una via diplomàtica per aquest assumpte fins a la Guerra de les Malvines de 1982 quan aquesta base va ser ocupada pels britànics i destruïda el 1982.